# Rengali Dam Projectship
Rengali Dam Projectship is een census town in het district Angul van de Indiase staat Odisha. 

## Demografie
Volgens de Indiase volkstelling van 2001 wonen er 8115 mensen in Rengali Dam Projectship, waarvan 54% mannelijk en 46% vrouwelijk is. De plaats heeft een alfabetiseringsgraad van 77%. 